# Dark Sector
Dark Sector – gra akcji stworzona przez Digital Extremes. Dostępna na Playstation 3, Xbox 360 oraz Microsoft Windows. W Polsce dystrybutorem gry jest City Interactive.

## Fabuła
Akcja gry dzieje się w niedalekiej przyszłości, w jednym z postradzieckich miasteczek. W grze wcielamy się w postać agenta CIA, Haydena Tenno. W prologu zostaje on zarażony wirusem technocytu, który zamienia tkankę organiczną w metal, przez co ręka bohatera zamienia się w metalowe ramię, z którego wyrasta dysk, część ciała którą można rzucać i sterować własnymi myślami. Głównym wrogiem są żołnierze, ale również inni zarażeni technocytem ludzie.